# Ministrowie spraw zagranicznych Macedonii Północnej

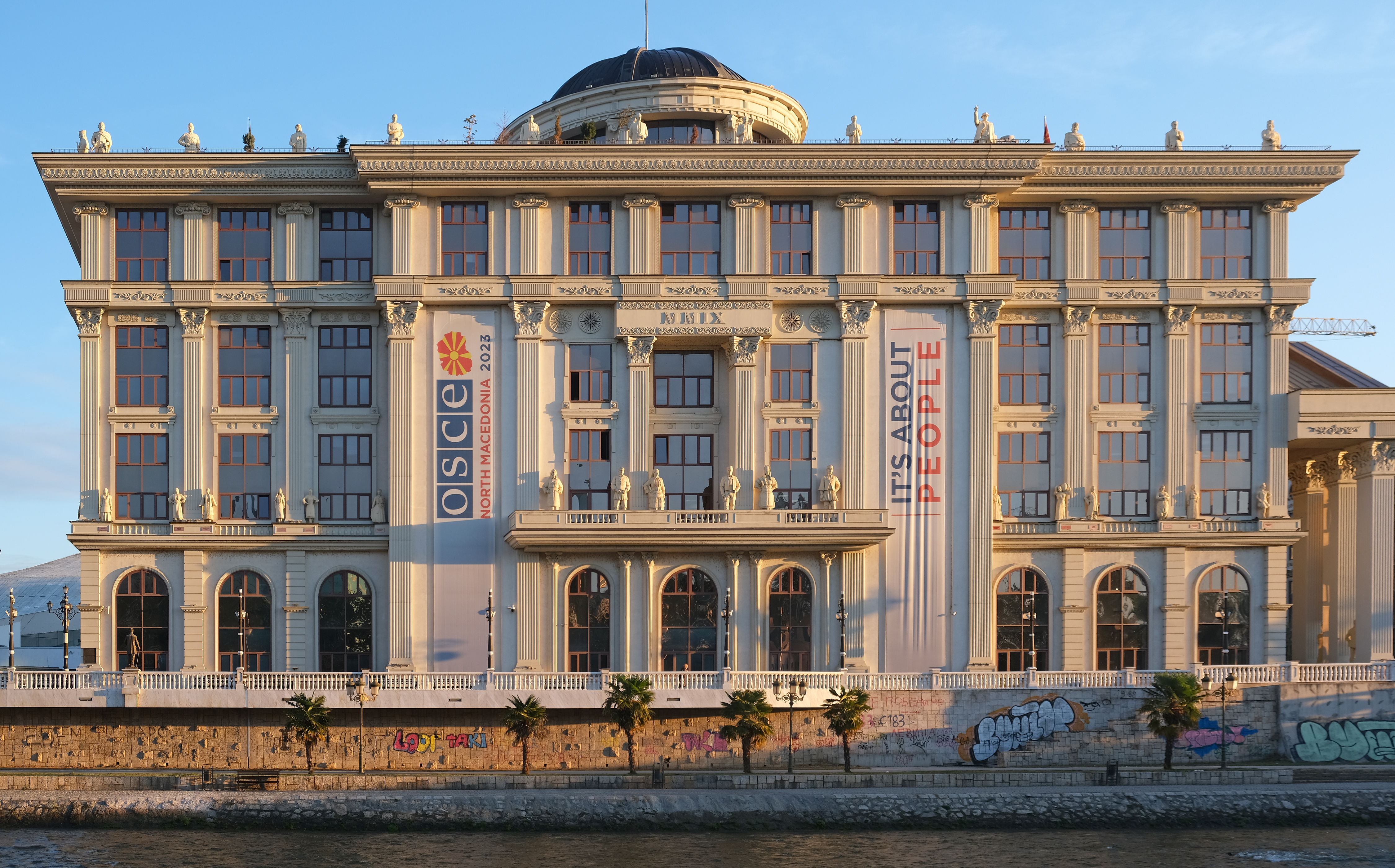
budynek ministerstwa

Minister spraw zagranicznych Macedonii Północnej – członek rządu stojący na czele Ministerstwa Spraw Zagranicznych Macedonii Północnej, odpowiedzialny za sprawy polityki zagranicznej państwa.
Początki macedońskiej dyplomacji sięgają czasów powojennych, kiedy Socjalistyczna Republika Macedonii wchodziła w skład SFR Jugosławii. 29 kwietnia 1969 przewodniczący Zgromadzenia Socjalistycznej Republiki Macedonii podpisał dekret ustanawiający w ramach Rady Wykonawczej nową instytucję – Biuro ds. Stosunków Zagranicznych. W kolejnych latach instytucja przyjęła nową nazwę – Sekretariat ds. Stosunków Zagranicznych. Po uzyskaniu niepodległości przez Macedonię w 1991 stał się on podstawą dla struktur ministerstwa spraw zagranicznych.

## Lista ministrów spraw zagranicznych
Ministrowie spraw zagranicznych Macedonii Północnej od 1991:
- Denko Malewski: 20 marca 1991 – 9 lutego 1993
- Stewo Crwenkowski: 9 lutego 1993 – 23 lutego 1996
- Lubomir Frczkoski: 23 lutego 1996 – 29 maja 1997
- Blagoja Handziski: 29 maja 1997 – 30 listopada 1998
- Aleksandar Dimitrow 30 listopada 1998 – 30 listopada 2000
- Srǵan Kerim: 30 listopada 2000 – 13 maja 2001
- Ilinka Mitrewa: 13 maja 2001 – 30 listopada 2001
- Slobodan Casule: 30 listopada 2001 – 1 listopada 2002
- Ilinka Mitrewa: 1 listopada 2002 – 26 sierpnia 2006
- Antonio Miłoszoski: 26 sierpnia 2006 – 28 lipca 2011
- Nikoła Poposki: 28 lipca 2011 – 1 czerwca 2017
- Nikoła Dimitrow: 1 czerwca 2017 - 30 sierpnia 2020
- Bujar Osmani: 30 sierpnia 2020 - 24 czerwca 2024
- Timčo Mucunski: 24 czerwca 2024 - nadal